# Cobra Command
För andra betydelser, se Cobra Command (olika betydelser).
Cobra Command, eller bara Cobra, är en fiktiv terroristorganisation, och ärkefienderna till GI Joe i Hasbro s G.I. Joe: A Real American Hero och G.I. Joe: Sigma 6, samt relaterade versioner.
Cobra Command introducerades då  GI Joe: A Real American Hero introducerades 1982.

### Fotnoter
1. ↑  Fletcher, Dan (7 augusti 2009). ”A BRIEF HISTORY OF G.I. Joe”. Time. Arkiverad från originalet den 26 augusti 2013. https://web.archive.org/web/20130826172919/http://www.time.com/time/nation/article/0,8599,1915120,00.html. Läst 10 juni 2010.